# Bitterfontein
Bitterfontein is een klein dorp, gelegen op de Knersvlakte in de regio West-Kaap in Zuid-Afrika. De plaats telde 901 inwoners in 2001, 986 in 2011. Het is per spoor bereikbaar vanaf Kaapstad. In de buurt van het dorp bevinden zich kopermijnen. Het dorp wordt bezongen in het gelijknamige lied van Ruben Lennox.

## Subplaatsen
Het nationaal instituut voor de statistiek, Stats SA, deelt sinds de census 2011 deze hoofdplaats in in zogenaamde subplaatsen (sub place), c.q. slechts één subplaats:
Bitterfontein SP.